# Selmaladera sericea
Selmaladera sericea är en skalbaggsart som beskrevs av Gilbert John Arrow 1916. Selmaladera sericea ingår i släktet Selmaladera och familjen Melolonthidae. Inga underarter finns listade i Catalogue of Life.